# Nikomakos
Nikomakos från Gerasa var en hellenistisk matematiker omkring 100 e. Kr. Han var född i Gerasa (i Arabien eller Palestina),  och tillhörde den nypytagoreiska skolan. Nikomakos var författare av en under medeltiden allmänt känd aritmetik, behandlande bland annat polygonaltal och pyramidtal.

## Biografi
Nikomakos författade arbeten i musik, geometri och i talsymbolik. Hans förnämsta skrift är dock Eisagoge arithmetike. Aritmetiken (i grekisk mening, det vill säga ungefär motsvarande vår talteori) hade visserligen blivit behandlad redan av Euklides, men under geometrisk omklädnad och instucken i Elementa. Nikomakos är däremot den förste nu kände författare, som utarbetat en speciell aritmetik. Hans arbete består av två böcker. Den första innehåller en mängd indelningar av talen i särskilda klasser, till exempel jämna och ojämna, primtal och sammansatta tal och så vidare, den andra åter läran om figurtalen och proportionsläran. Av särskilt värde är de stränga definitionerna, teorin för polygonaltal samt läran om aritmetisk och harmonisk proportion. Hos Nikomakos förekommer för första gången den vanliga multiplikationstabellen. Hans aritmetik översattes, bearbetades eller kommenterades av flera grekiska och latinska matematiker (bland annat Iamblichos och Boethius); på arabiska bearbetades den av Tabit ben Korrah (död 901). Den har getts ut flera gånger. Nikomakos lärobok i musik gavs ut av M. Meibom i samlingen Antiquæ musicæ scriptores septem (1652).
Asteroiden 8128 Nicomachus är uppkallad efter honom.